# Herbert Schalwat
Herbert Schalwat (* 9. Juni 1926 in Kummeln; † unbekannt) war ein deutscher Schweißer und Volkskammerabgeordneter für den Freien Deutschen Gewerkschaftsbund (FDGB).

## Leben
Schalwat nahm nach dem Besuch der Volksschule eine Lehre zum Schmied auf. Nach dem Zweiten Weltkrieg war er bis 1948 in verschiedenen Handwerksbetrieben tätig. Dann besuchte er die Schweißtechnische Lehr- und Versuchsanstalt in Halle (Saale), wo er sich zum Elektroschweißer weiterbildete. Seit 1948 arbeitete er im Reichsbahnausbesserungswerk (RAW) in Halle, wo er 1955 zum stellvertretenden BGL-Vorsitzenden gewählt wurde.

## Politik
1947 wurde Schalwat Mitglied des in der Sowjetischen Besatzungszone gegründeten FDGB und 1952 Arbeitsgruppenvorsitzender im RAW Halle.
In den beiden Wahlperioden von 1954 bis 1958 und von 1958 bis 1964 war er Mitglied der FDGB-Fraktion der Volkskammer der DDR.